# 浜松いなさインターチェンジ
浜松いなさインターチェンジ（はままついなさインターチェンジ）は、静岡県浜松市浜名区引佐町東黒田にある新東名高速道路引佐連絡路のインターチェンジ。愛知県設楽町の最寄りインターチェンジのひとつである。

## 歴史
- 2011年（平成23年）8月26日：当ICの名称が「引佐IC（仮称）」から「浜松いなさIC」で正式決定[1][2]。
- 2012年（平成24年）4月14日：御殿場JCT - 三ヶ日JCT間開通に伴い、供用開始[3]。

## 周辺
- 竜ヶ岩洞
- 引佐運動広場
- 熊野三神社
- 伊平郵便局
- 道の駅鳳来三河三石

## 接続する道路
- 直接接続
  - 国道257号

## 料金所
- ブース数：4

### 入口
- ブース数：2
  - ETC/一般：2

### 出口
- ブース数：2
  - ETC/一般（精算機）：2

## 隣
E69 新東名高速道路引佐連絡路
(15) 浜松いなさJCT - (15-1) 浜松いなさIC - (17-1) 三ヶ日JCT